# Vat Arun
A Vat Arun (thai nyelven วัดอรุณ, A hajnal temploma) buddhista templom (vat) Bangkokban. A templom Bangkok Jai negyedében található, a Csaophraja folyó nyugati partján. A templom teljes neve Vat Arunratcsavararam Ratcsavoramahavihan (วัดอรุณราชวรารามราชวรมหาวิหาร).

## Építészet

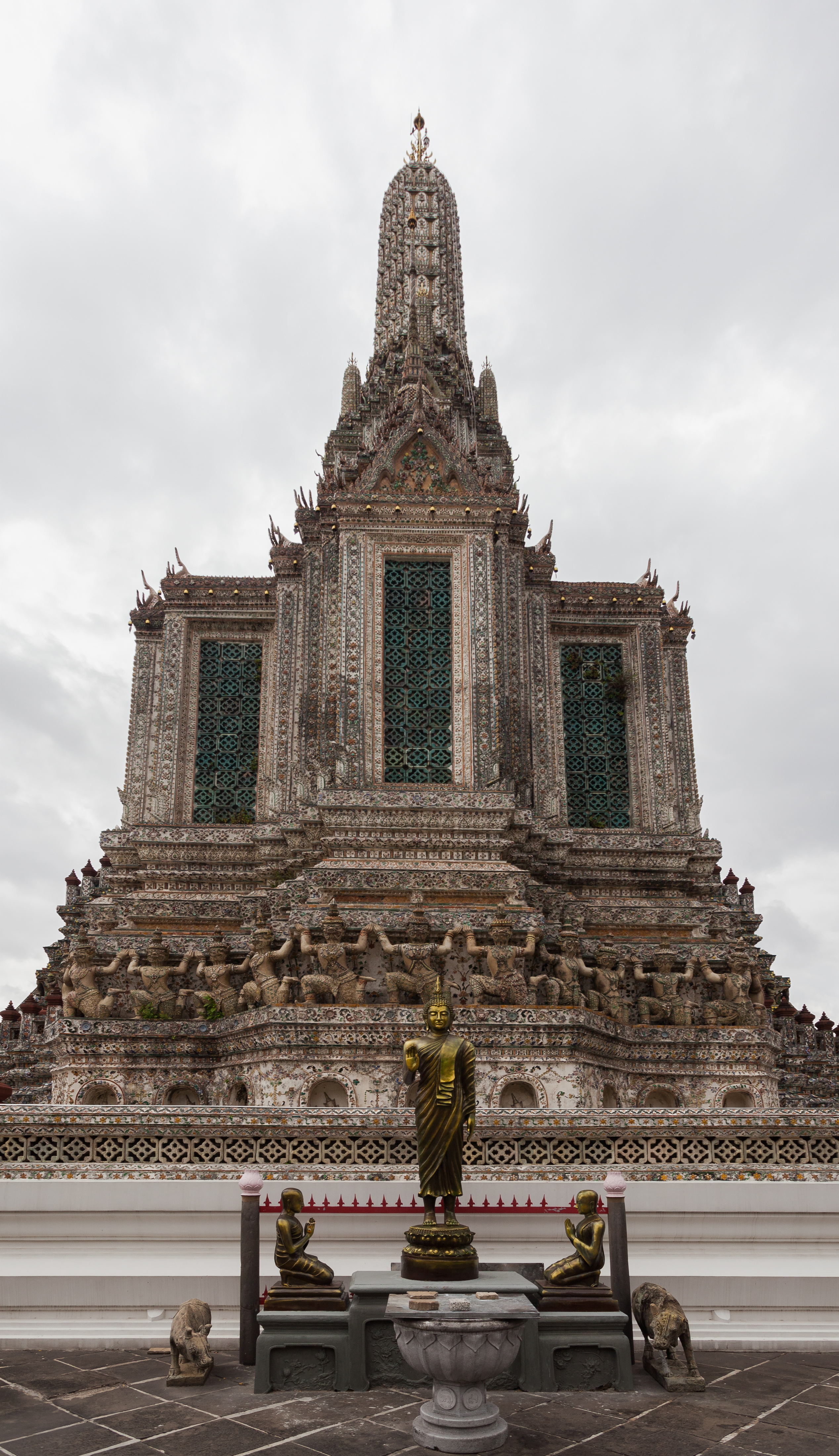
A központi torony

Vat Arun kiemelkedő jellegzetessége a középső prang (khmer stílusú torony). Meredek lépcsők vezetnek a két teraszhoz. A magasságát különböző források 66,80 m és 86 m közöttinek becsülik. A sarkokat négy kisebb külső prang veszi körül. A prangok díszítése tengeri kagylókból és porcelándarabokból áll, melyeket korábban Bangkokból Kínába tartó csónakok ballasztjaként használtak. A prangok lábainál ősi kínai katona- és állatfigurák állnak. A második terasz fölött négy szobor látható, melyek a hindu Indra istenséget ábrázolják, amint éppen Eravanon lovagol. A folyó felé hat pavilon (szala) épült kínai stílusban. A pavilonokat zöld gránit alkotja, és híd alakú lépcsőfordulók tagolják.
A prangok mellett van a Felszentelés terme a Niramitr Buddha-képmással, amit valószínűleg II. Ráma király tervezett. A Felszentelés termének teteje csiga alakú, és színes kerámiakockákkal és stukkókkal van díszítve. Két démon, azaz templomőr áll a bejáratnál.

## A templom története
A templom a 18. században épült, amikor Thaiföldnek még Ajutthaja volt a fővárosa. Eredeti neve Vat Makok („olívzöld templom”) volt. A következő időszakban, amikor Thonburi volt a főváros, Takszin király megváltoztatta a templom nevét Vat Cseng-re.
Egy rövid ideig ez a vat volt a Smaragd Buddha otthona, melyet 1784-ben Vat Phra Keu-ba helyeztek át.
A későbbi II. Ráma király adta a templomnak a Vat Arunratcsatharam nevet. Felújította a templomot, és megnagyobbította a középső prangot. A munkát III. Ráma király fejezte be. IV. Ráma király óta a templom neve Vat Arunratcsavararam.
A változó idők jeleként 2005-ben felszentelték a templom első nyugati szerzetesét, az amerikai Sean Patrick személyében.

## Mitológia
A középső prang egy hegyet, az indiai kozmológiából ismert Merut jelképezi. A külső prangokat a szélistennek, Phra Phai-nak szentelték. A bejáratnál álló démonok a Rámájanában szerepelnek. A fehér figura neve Szahasszateja, a zöldé pedig Taszakanth.

## Galéria

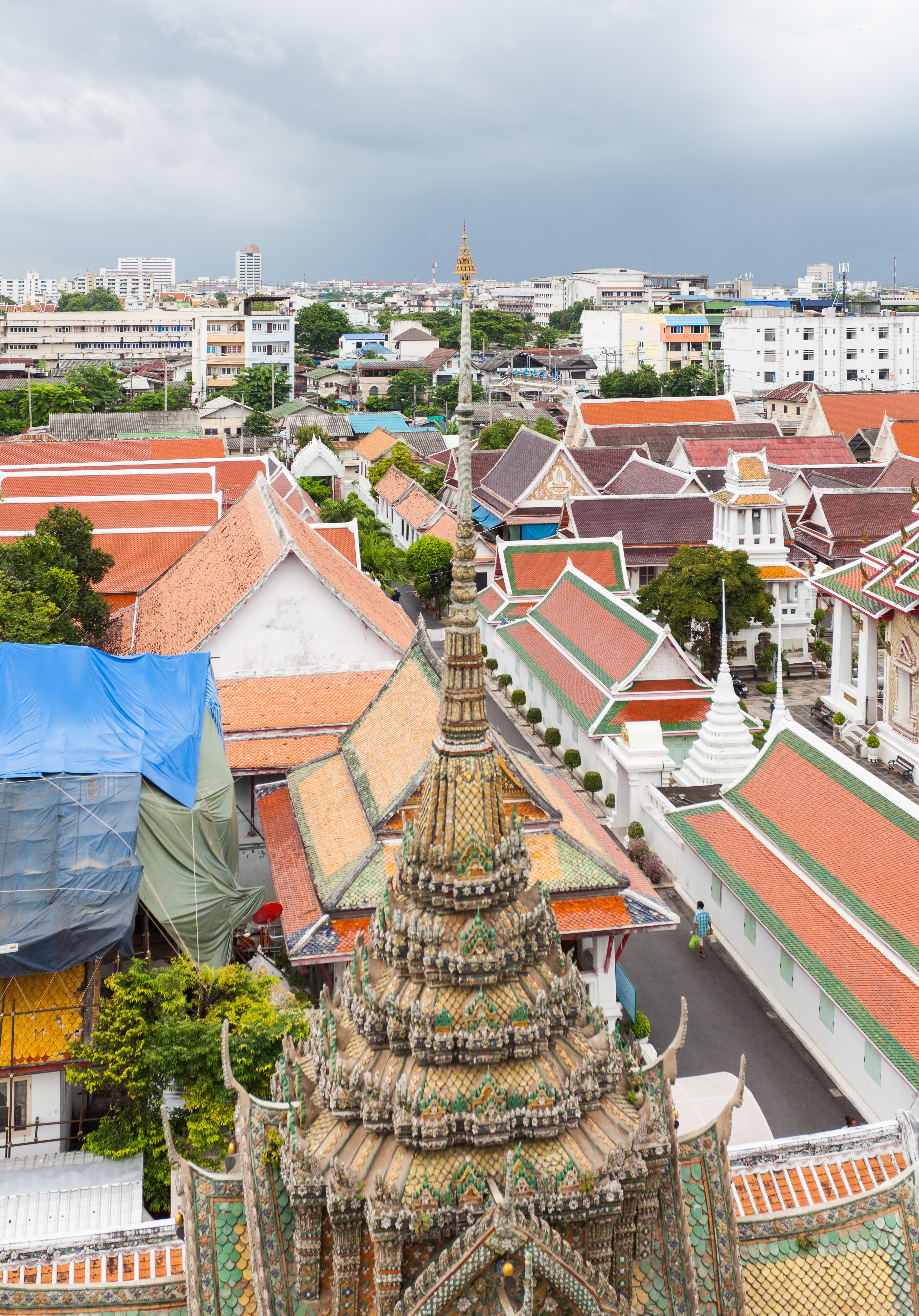
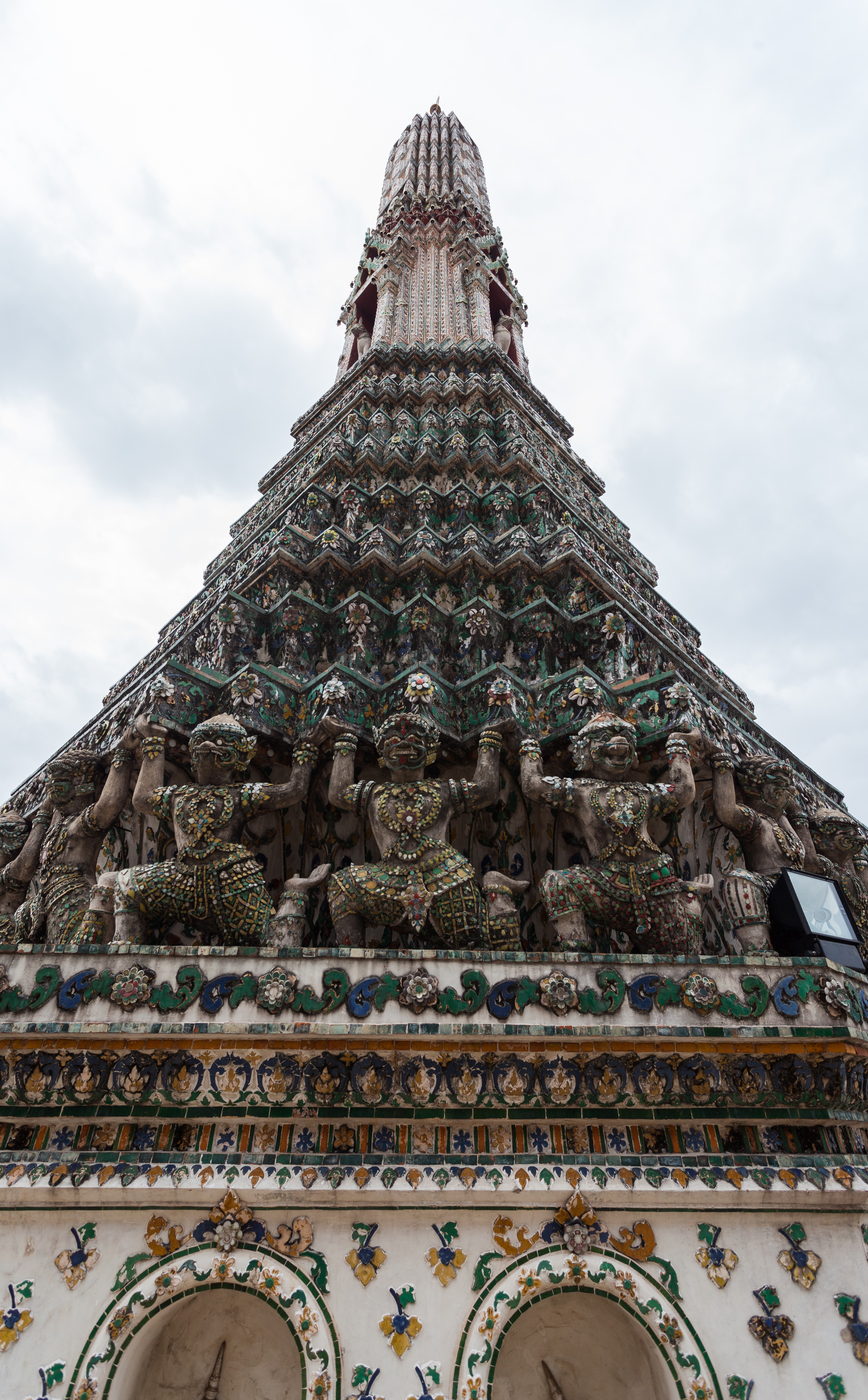
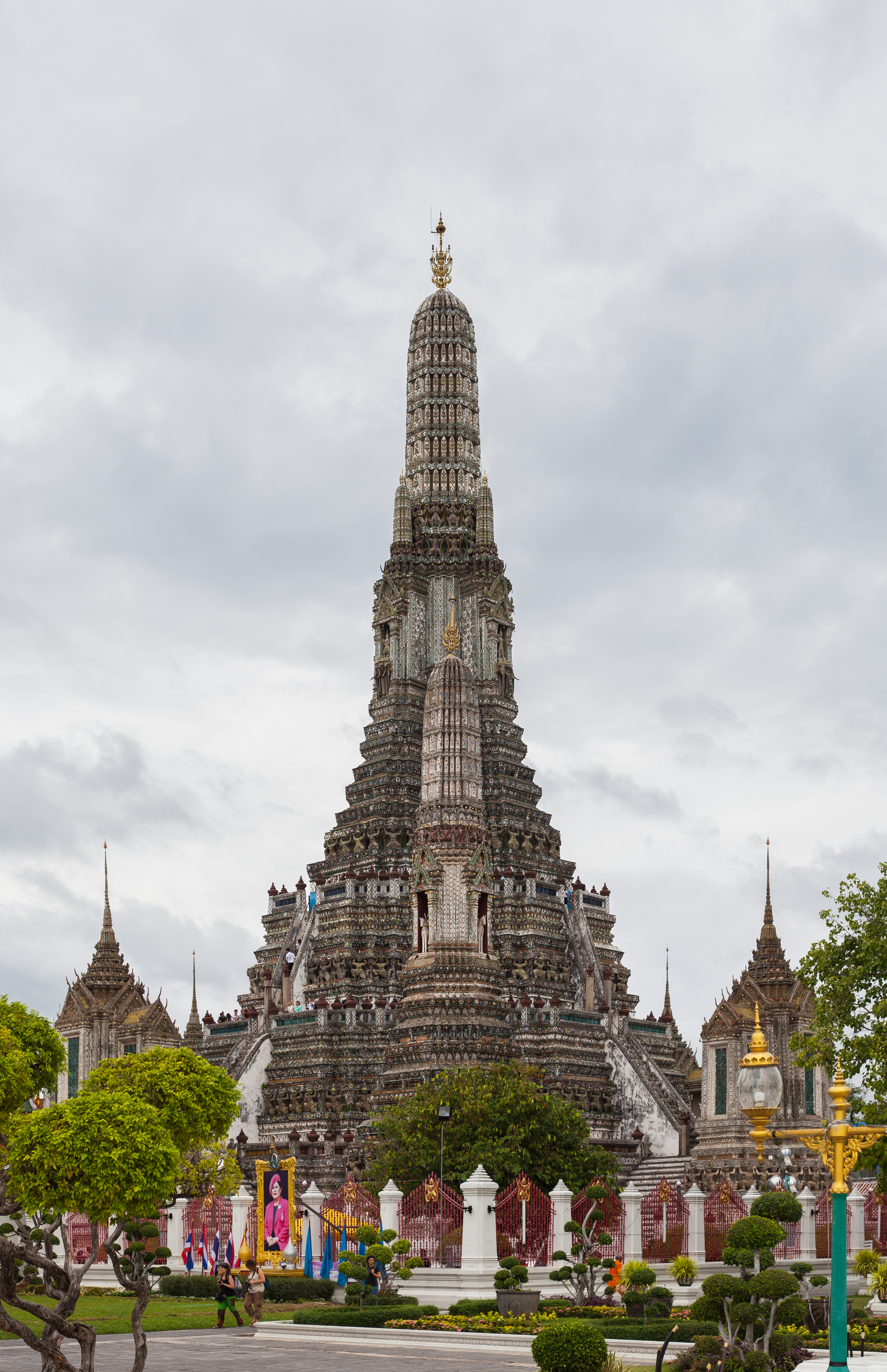
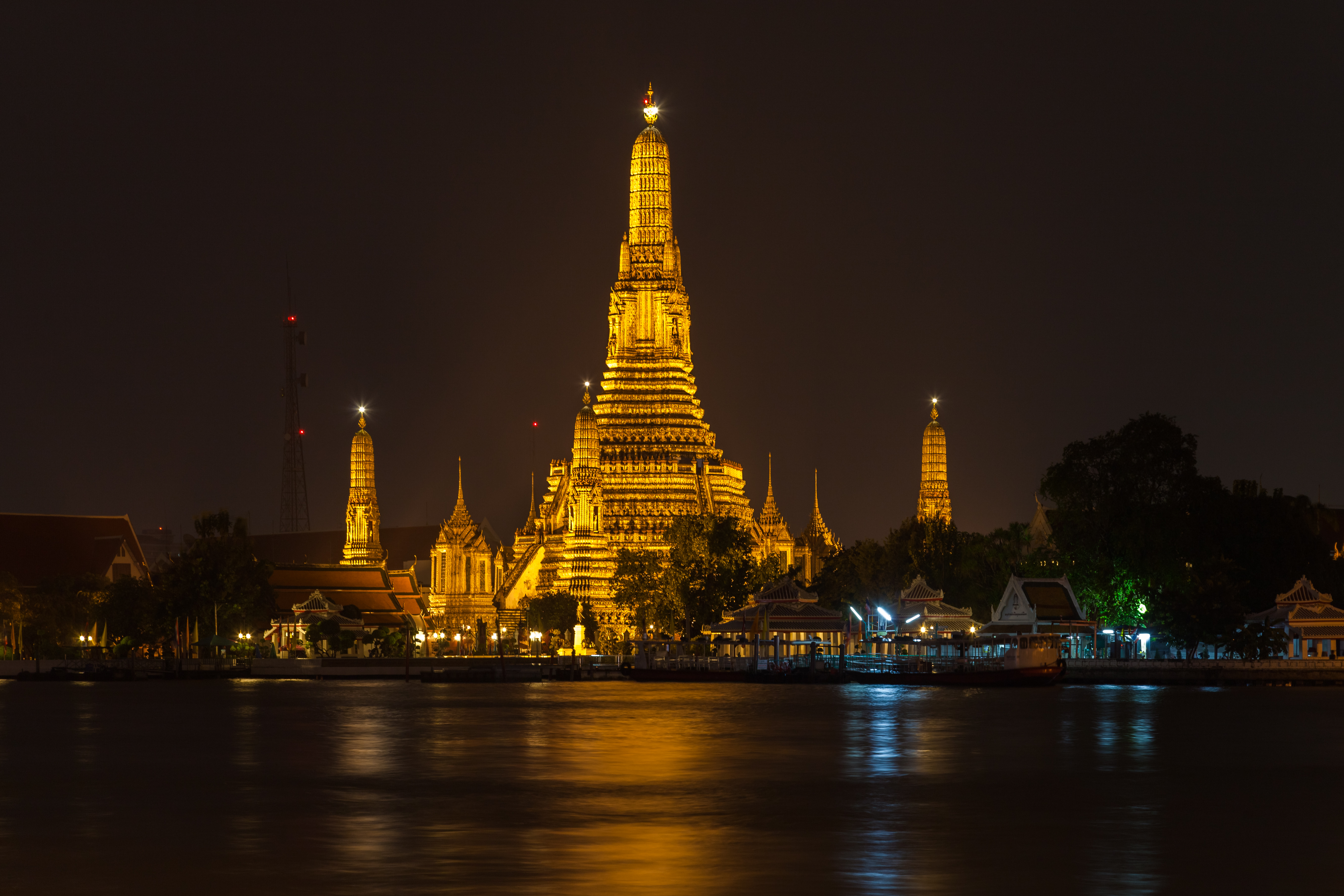
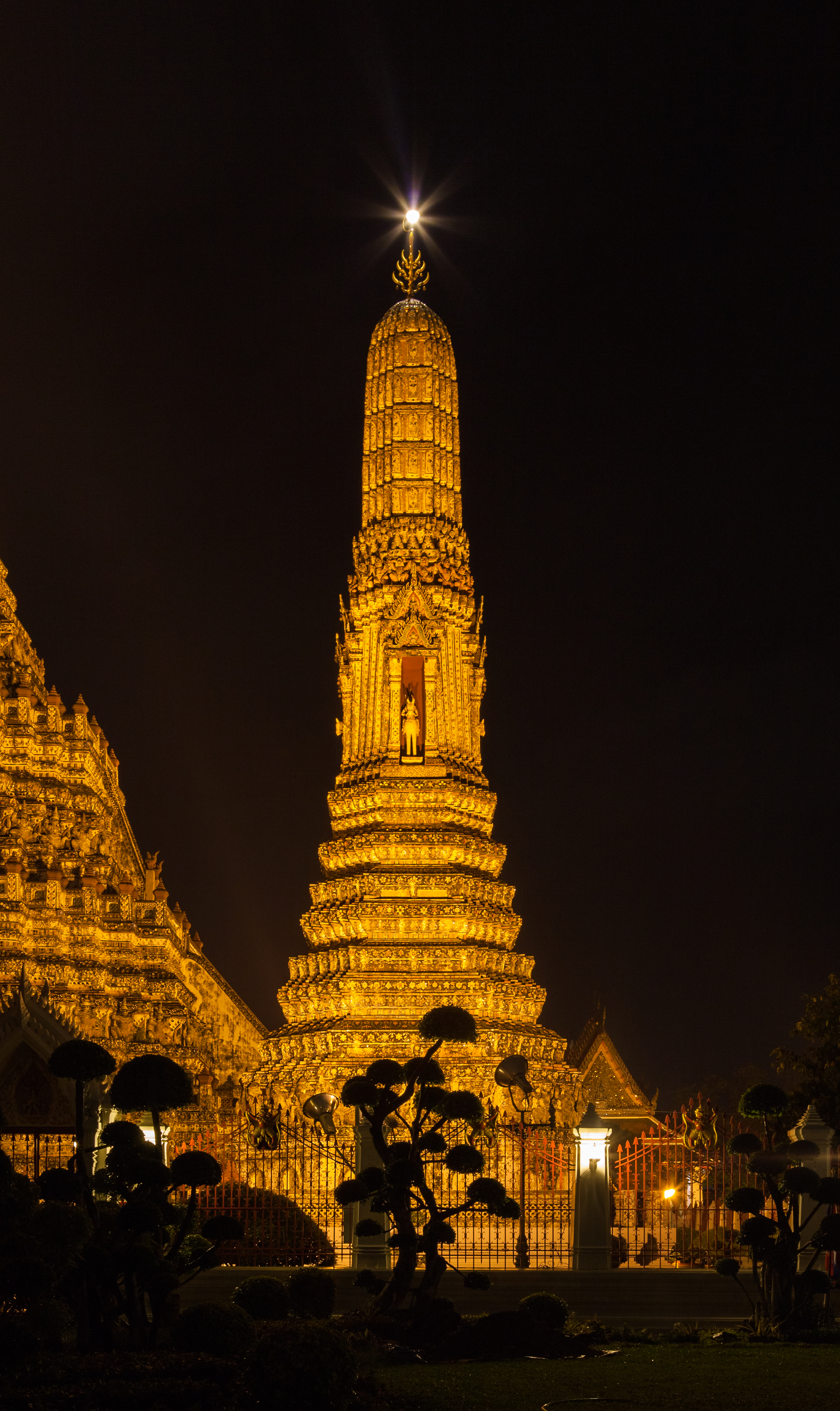
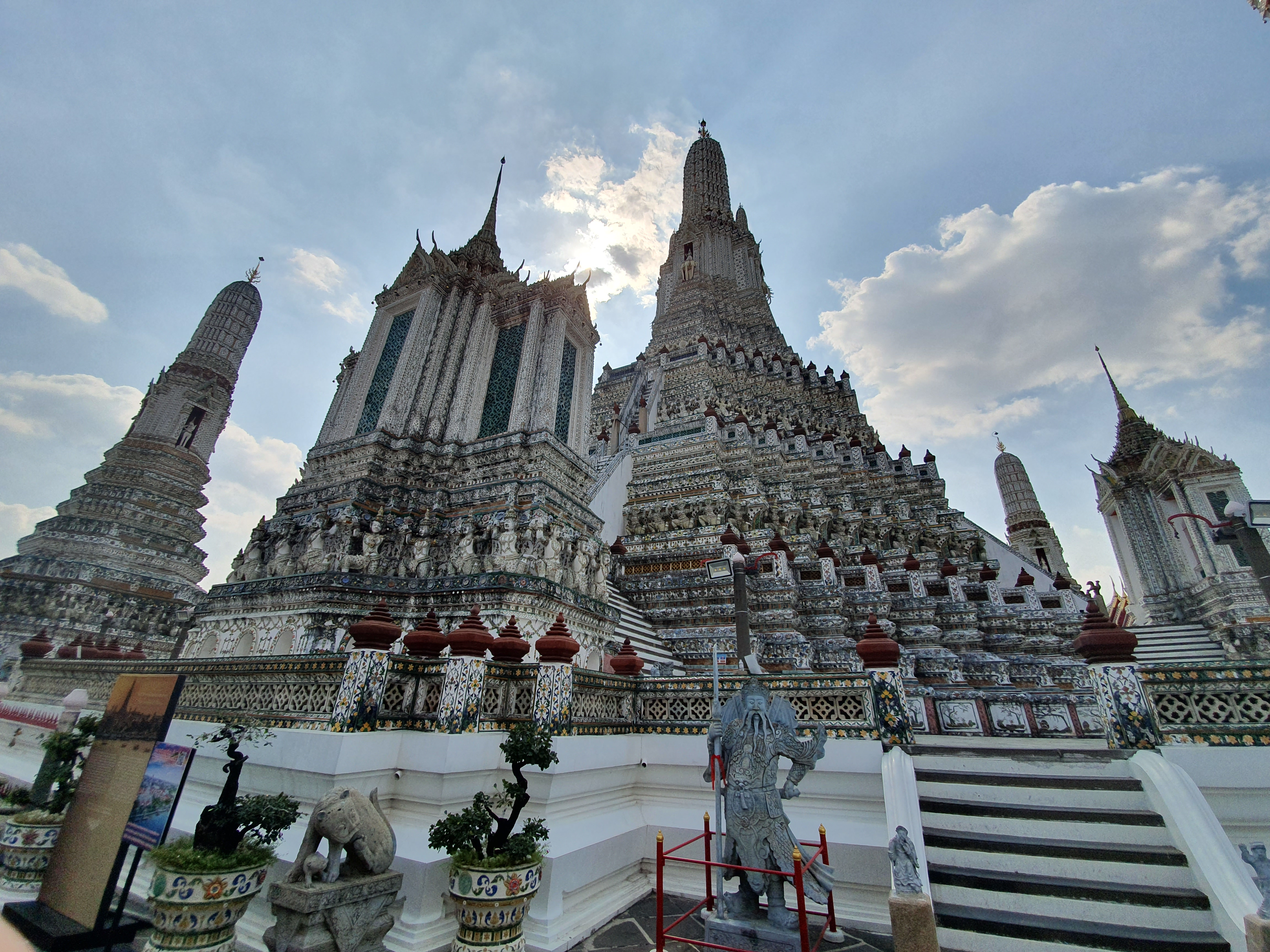

A Vat Arun a YouTube-on: https://youtu.be/s26_azuYtGU.